# Manuel Blum
Manuel Blum (Caracas, 26 aprile 1938) è un informatico statunitense.

## Biografia
Nel 1995 ha ricevuto il premio Turing per il suo contributo nel campo della teoria della complessità computazionale e della crittografia.